# آرثر غريفيث (سياسي)
آرثر غريفيث (بالإنجليزية: Arthur Griffith)‏ هو سياسي أسترالي، ولد في 22 أبريل 1913 في جيرالدتون في أستراليا، وتوفي في 17 نوفمبر 1982 في أستراليا. حزبياً، نشط في الحزب الليبرالي الأسترالي. وقد انتخب عضو الجمعية التشريعية لأستراليا الغربية.